# Villa Nobel

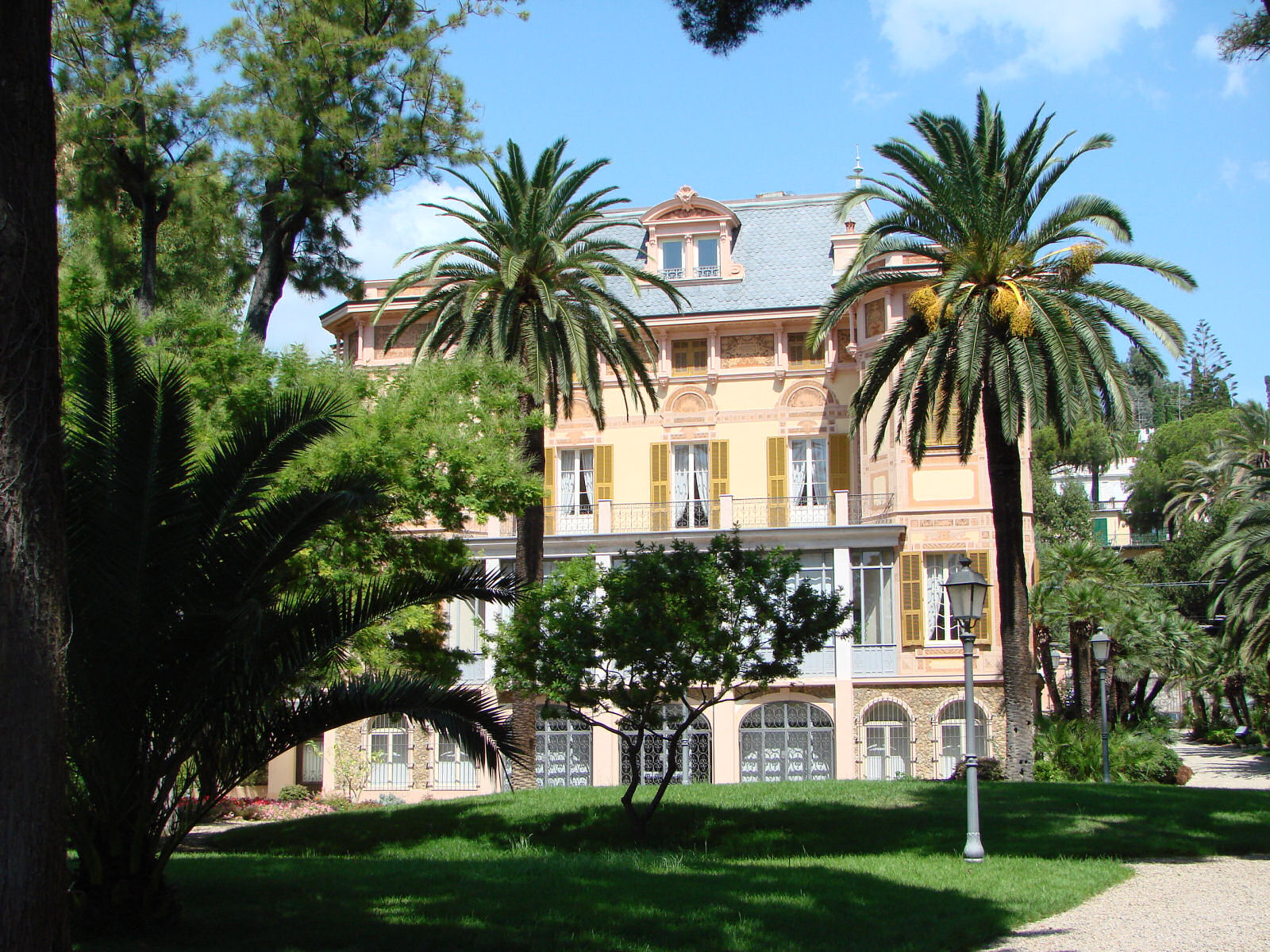
Villa Nobel, Parkseite

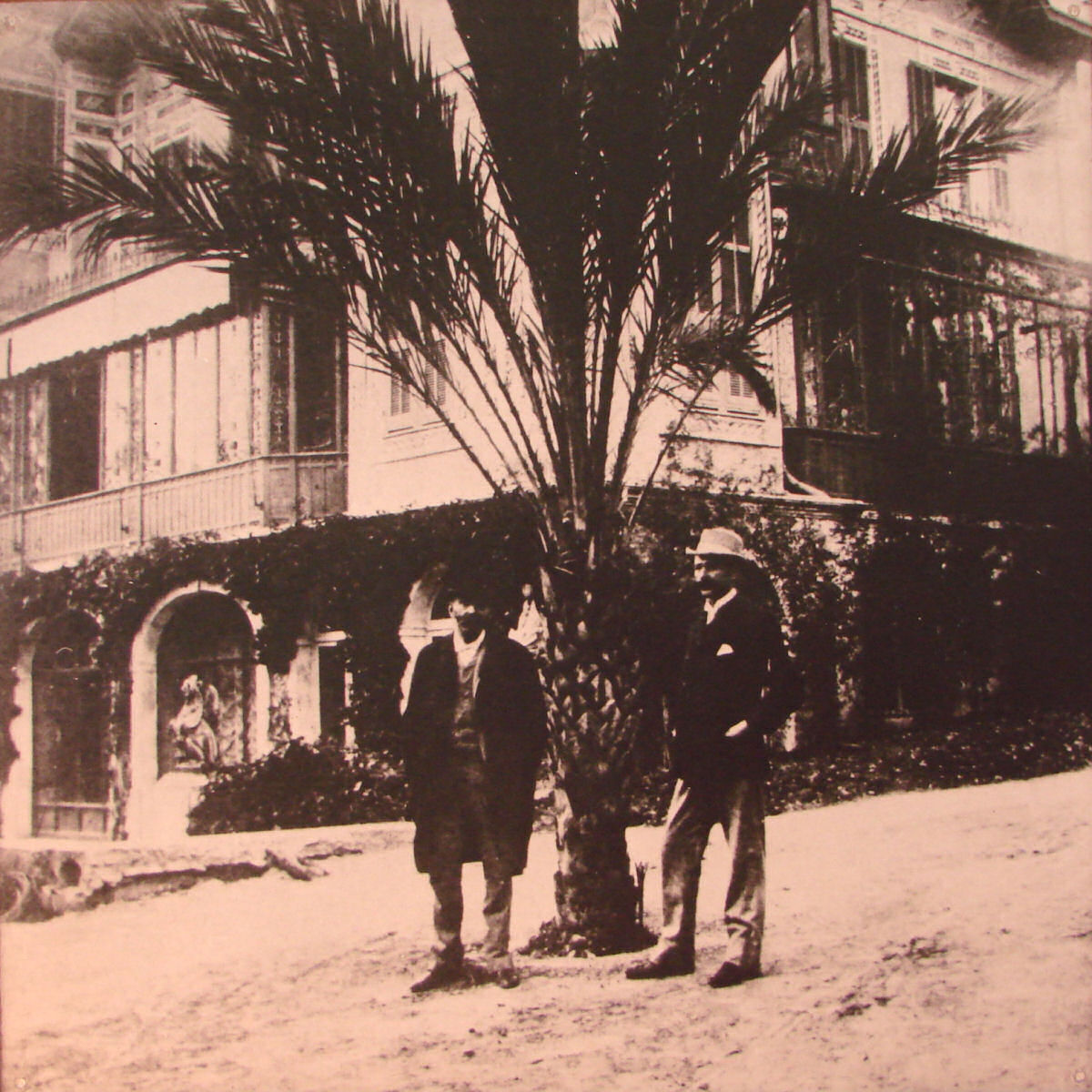
Alfred Nobel (links) und Robert Strehlenert im Park der Villa in Sanremo, Sommer 1896

Die Villa Nobel in Sanremo war der letzte Wohnsitz und der Sterbeort des schwedischen Industriellen Alfred Nobel.

## Geschichte
Das Gelände, auf dem die heutige Villa Nobel steht, wurde Ende 1870 von Pietro Vacchieri erworben. Es lag damals am östlichen Stadtrand Sanremos und umfasste eine Fläche von rund 6100 Quadratmetern. 1874 war die Villa bezugsbereit. Nach verschiedenen Besitzerwechseln wurde die Villa und der größte Teil des Parkes am 25. April 1891 von Alfred Nobel, der damals seinen Wohnsitz in Paris hatte, erworben. Vermutlich bewogen ihn politische Gründe sowie seine gesundheitlichen Probleme, den Wohnsitz nach Italien zu verlegen.
Nobel ließ die Villa umgestalten. Im Untergeschoss ließ er ein Laboratorium für seine chemischen und am Meerufer einen Pier für seine ballistischen Forschungen einrichten. Nobel gedachte, hier seinen Lebensabend zu verbringen. Tatsächlich hielt er sich aber oft in Schweden und in Paris auf, wo er beispielsweise am 27. November 1895 auch sein Testament unterzeichnete. Ziemlich genau ein Jahr später kehrte er von seiner letzten Geschäftsreise aus Schweden nach Sanremo zurück und starb in seiner Villa am 10. Dezember 1896.
Die Villa Nobel wurde 1897 von Max Adolf Philipp gekauft, der Direktor einer deutschen Dynamitfabrik war. Nach dessen Tod 1902 gelangte das Anwesen in den Besitz von Giobatta Parodi, dessen Familie es bis Ende 1969 bewohnte. In jenem Jahr wurden Villa und Park von der Tourismusorganisation von Sanremo (Azienda Autonoma di Soggiorno e Turismo di Sanremo) gekauft. Seit 1973 ist die Provinz Imperia Eigentümerin. Nach umfangreichen Renovierungsarbeiten wurden Villa und Park im Jahr 2002 für Besucher wieder geöffnet.

## Beschreibung
Die Villa präsentiert sich nach den Umbauten Nobels im neogotischen Stil mit Anklängen an den Kolonialstil und die Orientalisierende Architektur.
Das Erdgeschoss besteht im Wesentlichen aus einem einzigen großen Saal, der heute für Vorträge, Lesungen und Konzerte verwendet wird. Im ersten und zweiten Stock befanden sich die Privatgemächer Nobels. Es sind nur noch wenige Möbel aus Nobels Besitz vorhanden, darunter sein Schreibtisch und ein Bücherschrank (dessen Inhalt besteht aus offiziellen Publikationen über den Nobelpreis und Werken der Preisträger). Die Deckenfresken wurden rekonstruiert, während die Wandfresken nur noch fragmentarisch vorhanden sind.
Im Untergeschoss wurde ein Museum über Leben und Werk Alfred Nobels und das wissenschaftliche Umfeld des 19. Jahrhunderts eingerichtet. Einen breiten Raum nehmen auch die Nobelpreise ein, wobei die italienischen Nobelpreisträger speziell hervorgehoben werden.
Zu Nobels Zeiten reichte der Park bis ans Meerufer und wurde lediglich von der Eisenbahnstrecke durchschnitten. Heute reicht der Park nur noch bis zur ehemaligen Trasse, die seit 2001 zu einem Radwanderweg umgestaltet wurde. Im Park wachsen über achtzig, teilweise seltene Pflanzenarten, darunter mehrere Palmengewächse und eine hohe Monterey-Zypresse. Er wird in den Sommermonaten für Theatervorstellungen und Konzerte genutzt.